# ألبرت يندكفيست
ألبرت يندكفيست (بالسويدية: Albert Lindqvist)‏ هو لاعب كرة مضرب سويدي، ولد في 26 فبراير 1888 في لوند في السويد، وتوفي في 28 مارس 1961 في مالمو في السويد.

## وصلات خارجية
- ألبرت يندكفيست على موقع الاتحاد الدولي لكرة المضرب (الإنجليزية)
- ألبرت يندكفيست على موقع اللجنة الأولمبية الدولية (الإنجليزية)
- ألبرت يندكفيست على موقع أوليمبيديا (الإنجليزية)
- ألبرت يندكفيست على موقع اللجنة الأولمبية السويدية (السويدية)